# Chaetozone gracilis
Chaetozone gracilis är en ringmaskart som först beskrevs av Moore 1923.  Chaetozone gracilis ingår i släktet Chaetozone och familjen Cirratulidae. Inga underarter finns listade i Catalogue of Life.